# Michael Guetlein

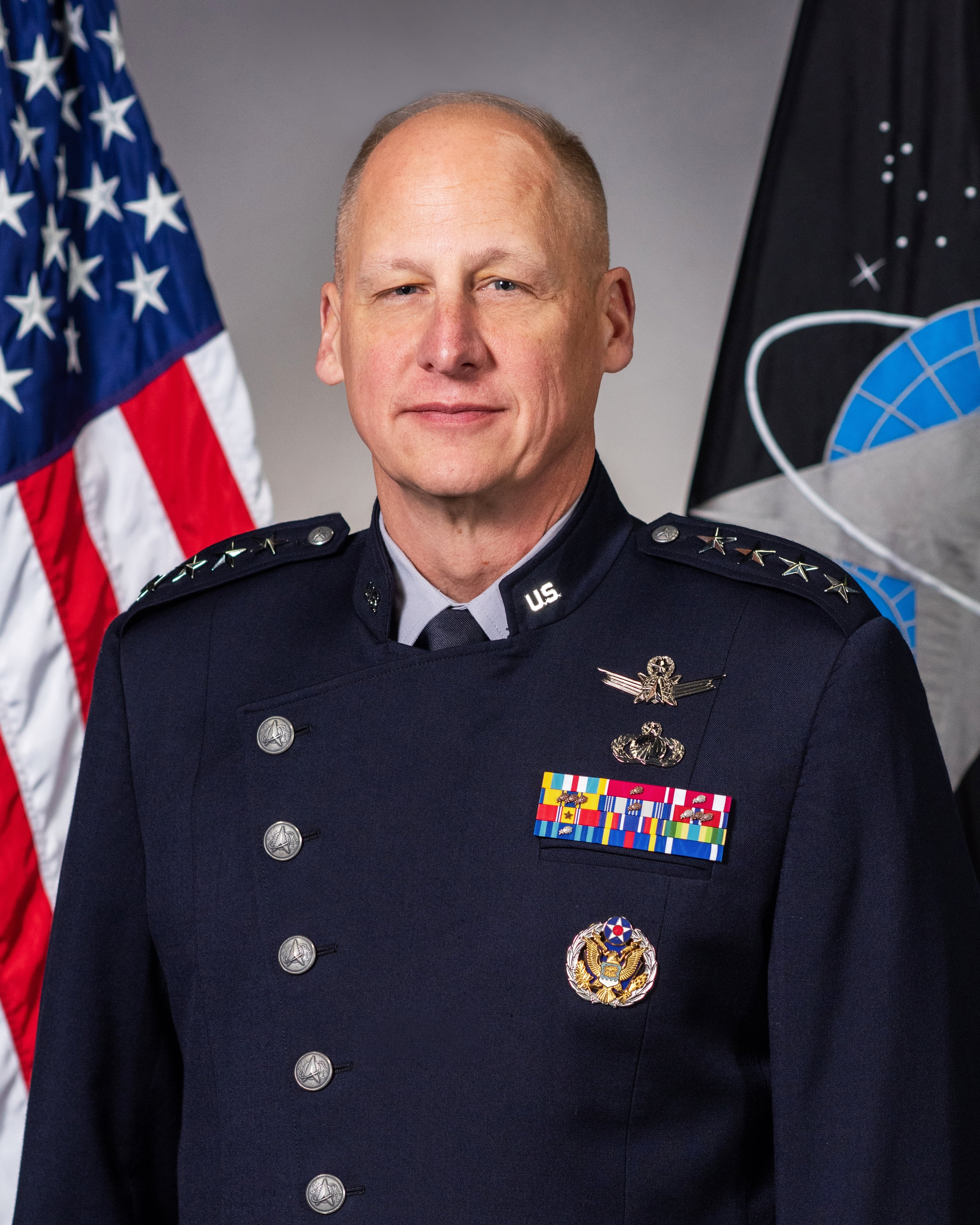
Michael Guetlein (2024)

Michael Anthony Guetlein (* 22. November 1967 in Oklahoma) ist ein US-amerikanischer General der United States Space Force und amtierender Vice Chief of Space Operations.

## Leben
Guetlein studierte an der Oklahoma State University – Stillwater und trat der United States Air Force nach seinem Abschluss als Bachelor über das Reserveoffizierprogramm Anfang der 1990er Jahre bei. Er war in seinen ersten Verwendungen im Bereich des Nachschubs für die Waffensysteme Lockheed C-130 und Northrop B-2 tätig und auf der Wright-Patterson Air Force Base im US-Bundesstaat Ohio eingesetzt. 1996 und 1997 war er in Florida, Hurlburt Field, als Technischer Offizier für die „Gunship“-Version der C-130, einer mit großkalibrigen Waffen eingesetzten Version des Transportflugzeuges. Nach einer Verwendung im Pentagon bis 1999 schlossen sich weitere Verwendungen im Bereich Schutz vor Raketenbedrohungen (Space-Based Infrared System, SBIRS) an. Seine Qualifikation für die Beförderung zum Stabsoffizier erwarb er als Austauschstudent am Naval War College der United States Navy in Newport.
Anschließend wurde Michael Guetlein erneut im Headquarters of the Air Force im Pentagon eingesetzt, als Assistent für den für Beschaffung zuständigen Under Secretary, bevor er von Juni 2008 bis Juli 2010 Kommandeur der Rapid Reaction Squadron war. Von 2010 bis 2011 war er bei SpaceX als Fellow tätig und danach wieder am Infrarot-Raketenwarnsystem (SBIRS) in Kalifornien tätig. Von 2014 bis 2019 folgten weitere Assignments im Bereich für Raketenabwehr, unter anderem in der Missile Defense Agency, während derer er 2016 zum Brigadier General ernannt wurde. 2019 bis 2021 war Guetlein als Major General stellvertretender Direktor und Kommandeur des Anteils der USAF im National Reconnaissance Office. 2021 bis 2023 übernahm er, mittlerweile Lieutenant General, das Space Systems Command, bevor er im Dezember 2023 Vice Chief of Space Operations wurde.
Seine für die Beförderung zum General notwendige Anhörung im United States Senate Committee on Armed Services des Senats der Vereinigten Staaten fand im Dezember 2023 zusammen mit der von Stephen Whiting statt. Guetlein soll der erste Leiter des von Donald Trump angekündigten Raketenschutzsystems Golden Dome werden mit der Bezeichnung eines „direct reporting program manager“.